# DJ Green Lantern Presents Fort Minor: We Major
We Major – mixtape zespołu Fort Minor, wydany 30 października 2005 roku przez wytwórnię Machine Shop Recordings.
Utwory „Intro”, „Remember the Name”, „Dolla”, „Get It” i „Petrified” zostały wydane 16 października 2005 roku na demie pt. The Rising Tied Sampler Mixtape.

## Lista utworów
1. „Green Lantern Intro” – 1:34
2. „100 Degrees” – 3:05
3. „Dolla” (Feat. Styles of Beyond) – 3:05
4. „Bloc Party” (Bloc Party cover) (Apathy/M Shinoda/Tak) – 2:39
5. „S.C.O.M.” (Guns N’ Roses cover) (Ryu/Juelz Santana/Celph Titled) – 3:30
6. „Remember the Name (Funkadelic Remix)” (Feat. Styles of Beyond) – 3:37
7. „Bleach (Jimi Remix)” (Styles of Beyond) – 3:48
8. „Spraypaint & Inkpens” (Ghostface/M Shinoda/Lupe Fiasco) – 4:06
9. „Petrified (Doors Remix)” – 3:28
10. „Right Now” (Styles of Beyond) – 3:09
11. „Be Somebody” (Feat. Lupe Fiasco/Holly Brook) – 3:12
12. „Respect 4 Grandma” (Feat. Styles of Beyond/Celph Titled) – 3:05
13. „There They Go (Green Lantern Remix)” (Feat. Sixx John) – 3:19
14. „All Night” (Rush cover) (Apathy/Tak/Celph Titled) – 3:28
15. „Nobody's Listening (Green Lantern Remix)” (Linkin Park) – 2:31
16. „Cover and Duck” (Feat. Styles of Beyond) – 4:55
17. „Remember the Name (Album Version)” (Feat. Styles of Beyond) – 3:12
18. „Petrified (Album Version)” – 2:46
19. „Outro” – 0:49
20. „Where'd You Go [SOB Remix]” (bonus Special Edition track) (Feat. Holly Brook/Jonah Matranga) - 3:17

- DJ mix, prezenter – DJ Green Lantern
- producent – Mike Shinoda